# 나카쓰에촌
나카쓰에촌(中津江村)은 오이타현 히타시의 구역이었다. 
2005년 3월 22일에, 마에쓰에촌, 야마가세정, 가미쓰에촌, 오야마정과 함께 히타시에 편입합병해 행정자치체로서는 소멸하였다.  그러나 마찬가지로 합병으로 폐지된 마에쓰에촌 및 가미쓰에촌은 '촌(村)'의 명칭을 폐지한 반면, 편입 후에도 '오이타현 히타시 나카쓰에촌'이라는 명칭을 남기는 형태로 지명을 유지했다
2002년 한일 월드컵 당시 나카츠에 마을은 마을 내 스포츠 시설의 효율적 활용을 위해 공식 캠프지로 신청했고, 그 결과 아프리카 카메룬 대표팀의 캠프지로 선정되었다. TV아사히의 '뉴스스테이션'에서 메인 앵커인 쿠메 히로시가 '가장 작은 지자체의 캠프지'로 주목하여 현지에서 환영하는 모습을 생방송으로 중계했지만, 카메룬 선수단의 도착이 늦어지면서 당시 사카모토 히데유키(坂本休) 촌장과 함께 전국적으로 유명세를 타게 되었다.
2005년 나카쓰에촌은 광역 합병으로 히타시의 일부가 되었지만, 합병협의회에서 사카모토 촌장이 지명에 '나카쓰에촌을 남기고 싶다는 요청을 했고, 월드컵으로 인한 지명도 상승을 배경으로 이것이 받아들여져 위와 같이 이후에도 '나카츠에촌'이 남게 되었다.

## 지리
오이타현 서부에 위치한 산으로 둘러싸인 마을이었다. 쓰에산계 현립 자연공원 내에 위치하고 있으며, 주변에는 도진다케산, 사루카케산, 미쿠니산, 오노다케산, 사쿠텐도코산 등이 이어져 있었다.

## 역사
나카쓰에 촌은 도쿠가와 막부의 직할령이었다.
- 1889년 4월 1일 - 정촌제 시행에 의해 나카쓰에촌이 성립하였다.
- 2005년 3월 22일 - 히타시에 편입합병해, 자치체로서는 소멸하였다.

## 카메룬과의 교류
카메룬]]과의 교류는 [[2002 FIFA 월드컵에서 나카츠에촌이 참가국 사전 캠프지에 출마하여 카메룬의 캠프지로 선정되면서 시작되었다. 축구 카메룬 대표 팀의 당초 입국 예정일은 2002년 5월 19일이었으나, 선수들의 출전 보너스 증액 요구 협상으로 인해, 나카츠에 마을에는 5월 24일 3시 넘어서 도착했다. ref>. 이 소동이 일본 전역의 주목을 받아 같은 해 12월에 발표된 신어・유행어 대상에 '월드컵(나카쓰에촌)'이 선정되었다.
이후에도 카메룬과의 교류는 계속 이어져 카메룬 주일 대사가 방문하거나 당시 촌장이 공무로 카메룬을 방문하기도 했다. 카메룬이 본선에 출전한 2010 FIFA 월드컵 남아프리카공화국 대회, 2014 FIFA 월드컵 브라질 대회에서는 전 국민이 나서서 카메룬을 응원했다. 또한 2002년 월드컵 카메룬 대표 중 한 명으로 J리그 감바 오사카 등에서 활약한 패트릭 엠보마도 은퇴 선언 후 구 나카쓰에촌에서 축구 교실을 열었다.</ref> 2021년 개최된 도쿄올림픽에서 카메룬 선수단]은 7월 5일부터 18일까지(일부 기간은 7월 18일) 일(일부는 27일까지)까지 히타시에서 사전캠프를 진행하며, 그 중 7월 15일에는 선수단 26명이 나카츠에 마을을 방문해 도미세이 스포츠센터에서 환영식을 가졌다. [신종 코로나 바이러스 감염증(2019-)|신종 코로나 바이러스 문제로 인해 선수단과 일반 주민과의 직접적인 교류는 이뤄지지 않았지만, 이날 주민들은 길가에서 카메룬 국기의 작은 깃발을 흔들고, 환영식에서는 주민들이 직접 만든 손가방 등 응원 카메룬 선수단에게 기념품 증정.

## 교통

### 도로
- 국도 387호선
- 국도 442호선

1. ↑  {{뉴스 인용|카메룬 대표팀 지각 '임금 투쟁'이 원인? |프랑스 대변인에 따르면, 선수들 중 일부가 월드컵에 출전하면서 45,734유로(당시 환율로 당시 환율로 약 535만 원)의 수당을 요구했다 일본으로의 출발이 지연되어 카메룬항공의 전세기가 프랑스 파리 샤를 드골 공항을 떠난 것은 5월 22일 1시(현지 시간)였다. 출발 후에도 급유지인 에티오피아와 인도에서 각각 몇 시간씩 지연된 데다 캄보디아와 베트남의 영공 통과 허가를 받지 못한 것으로 밝혀져 태국의 방콕에 발이 묶였다. 이 때문에 대표팀의 도착은 더욱 늦어져 5월 23일 23시 38분 후쿠오카 공항에 도착해<ref>“카메룬, 드디어 일본 도착”. 《매일신문(조간)》. 2002년 5월 24일. 29면.
2. ↑  카메룬 소동기
3. ↑  자유국민사. [http ://singo.jiyu.co.jp “2002 년도 대상(나카쓰에촌)”] |url= 값 확인 필요 (도움말). 2014년 6월 30일에 확인함.
4. ↑  나카츠에에서 카메룬 응원 응원단 다시 남아공에서 '은혜 갚기'에 나서다
5. ↑  2010050601000670.html 월드컵에서 카메룬 응원 2002년 캠프지 구 나카츠에 마을
6. ↑  보관됨 2014-07-14 - 웨이백 머신 브라질 월드컵: 대표<ref>[http://mainichi.jp/sports/news/20140614k0000e050197000c.html 대표」 카메룬 응원 구 나카쓰에촌 보관됨 2014-07-14 - 웨이백 머신
7. ↑  [http://www.47news.jp/CN/200505/CN 2005052201004062.html 엠보마, 축구교실 개최
8. ↑  寿柳聡 (2021년 7월 3일). “카메룬, 히타에서 올림픽 사전 캠프에 돌입”. 아사히신문.
9. ↑  “나카츠에 마을과 카메룬의 인연 다시 히타에서 올림픽 선수단 열렬히 환영”. 오이타 합동신문. 2021년 7월 16일. 2022년 6월 13일에 확인함.